# Elis Håstad
Elis Wilhelm Håstad, född 18 januari 1900 i Odensala församling, Stockholms län, död 7 maj 1959 i Uppsala, var en svensk professor, landshövding och politiker.

## Biografi
Elis Håstad föddes i byn Håsta i Odensala socken, som son till hemmansägaren Johan Wilhelm Andersson. Han avlade studentexamen 1918 och studerade därefter vid Uppsala universitet och blev 1926 filosofie kandidat, 1931 filosofie licentiat och 1936 filosofie doktor och docent i statsvetenskap där. Under studietiden var han 1918–1923 medarbetare i tidningen Upsala, 1926–1928 ordförande i Föreningen Heimdal och 1925–1928 redaktör för Heimdals skriftserie. 1928 anställdes han av Allmänna valmansförbundet, och publicerade 1928, 1930 och 1932 valhandböcker för partiet jämte broschyrer samt tidnings- och tidskriftsartiklar. 1920–1937 var han allmänna valmansförbundets riksdagskorrespondent för högerpressen i landsorten. Håstad var professor i statsvetenskap vid Stockholms högskola 1948–1957, riksdagsledamot för Högerpartiet 1941–1959 och landshövding i Uppsala län 1957–1959. Han var redaktör för Svensk Tidskrift 1936–1948 och en av Högerpartiets mest betydande publicister.
Elis Håstad är begravd på Uppsala gamla kyrkogård. Han var svärson till Gustaf Henrik Hultman, far till Torgny Håstad, Ottar Håstad och Disa Håstad, morfar till Elsa Håstad och mormorsfar till Jonatan Håstad, känd under artistnamnet Yung Lean.